# Dorrit Kristensen
Dorrit Gosmer Kristensen (Silkeborg, 21 marzo 1938) è un'ex nuotatrice danese, che ha partecipato alle Olimpiadi di Roma 1960, gareggiando nei 200m rana.